# No Bravery
No Bravery est le cinquième single de James Blunt extrait de l'album Back to Bedlam.  Cette chanson pop rock est sortie en 2004.
Il compose cette chanson en partie pendant son séjour militaire dans les Balkans alors qu'il était soldat pour l'OTAN (organisation du traité de l'Atlantique Nord) en s'inspirant profondément des horreurs du Kosovo. James Blunt explique : « J'ai servi au Kosovo lors de la campagne de bombardements, et des accords de paix. Nous devions tout faire pour éviter que les gens s'entre-tuent. Vous entriez dans des maisons incendiées, dans des champs de cadavres et vous aviez vraiment le sentiment que quelqu'un ou quelque chose d'incroyablement démoniaque était passé par là. »
No Bravery n'est pas seulement une chanson de protestation contre la guerre, mais aussi sur les relations humaines et la façon de se comporter face au danger.
Cette chanson raconte les horreurs que les soldats peuvent voir durant la guerre et qui sont parfois traumatisantes au point de rendre fou. Le titre de l'album "Back to Bedlam" qui signifie "Retour à Bedlam" en français montre clairement cette tendance à la folie, en effet  Bedlam est le nom populaire donné à un hôpital pour malades mentaux fondé en 1400 à Londres, le Bethlem Royal Hospital.